# Brough (Yorkshire del Este)
Brough es una localidad situada en el condado de Yorkshire del Este, en Inglaterra (Reino Unido), con una población estimada a mediados de 2016 de 13 225 habitantes.
Se encuentra ubicada al este de la región Yorkshire y Humber, cerca de la costa del mar del Norte, del estuario del Humber y de las ciudades de Kingston upon Hull y Beverley —la capital del condado—. 
En la época de la Britania romana, en el lugar se encontraba el castrum y civitas de Petuaria.